# Ochey
Ochey est une commune française située dans le département de Meurthe-et-Moselle en région Grand Est.

## Géographie
Le Bourg d'Ochey (zonage AB du cadastre sur le plan), dans sa configuration actuelle de type village-rue, est implanté sur la RD 78. Au centre du ban communal (d'une surface de 1800 hectares) il est aujourd'hui bordé à l'est par le site de la base aérienne de Nancy et à l'ouest et au nord par des massifs boisés partagés avec les communes voisines (zonages OA, OC et OG du cadastre).
Il n’existe pas de ruisseau ni d’écoulement permanent dans le périmètre. Le Ruisseau de l'Arot (Arrot et parfois Larot) est le principal cours d'eau qui concerne la commune d'Ochey et le vallon de la Deuille (résurgence du Larot) accueille toutefois un écoulement intermittent en hiver et au printemps.
Le territoire communal s'inscrit dans un vaste plateau s’élevant vers l’est, entaillé par des vallons.Les altitudes extrêmes varient de 221 m (à la frontière avec la commune de Bicqueley) à plus de 330 m (au niveau du bois de Renaucôte au nord-est du village).
Le vallon des Ainés (Fond de Valotte), à l'ouest, et ses annexes forme la limite communale le long du ruisseau du Chahalot. Le vallon de la Deuille au nord-est un exemple du système de résurgences karstiques de lorraine : les deuilles.

Ochey (territoire communal).
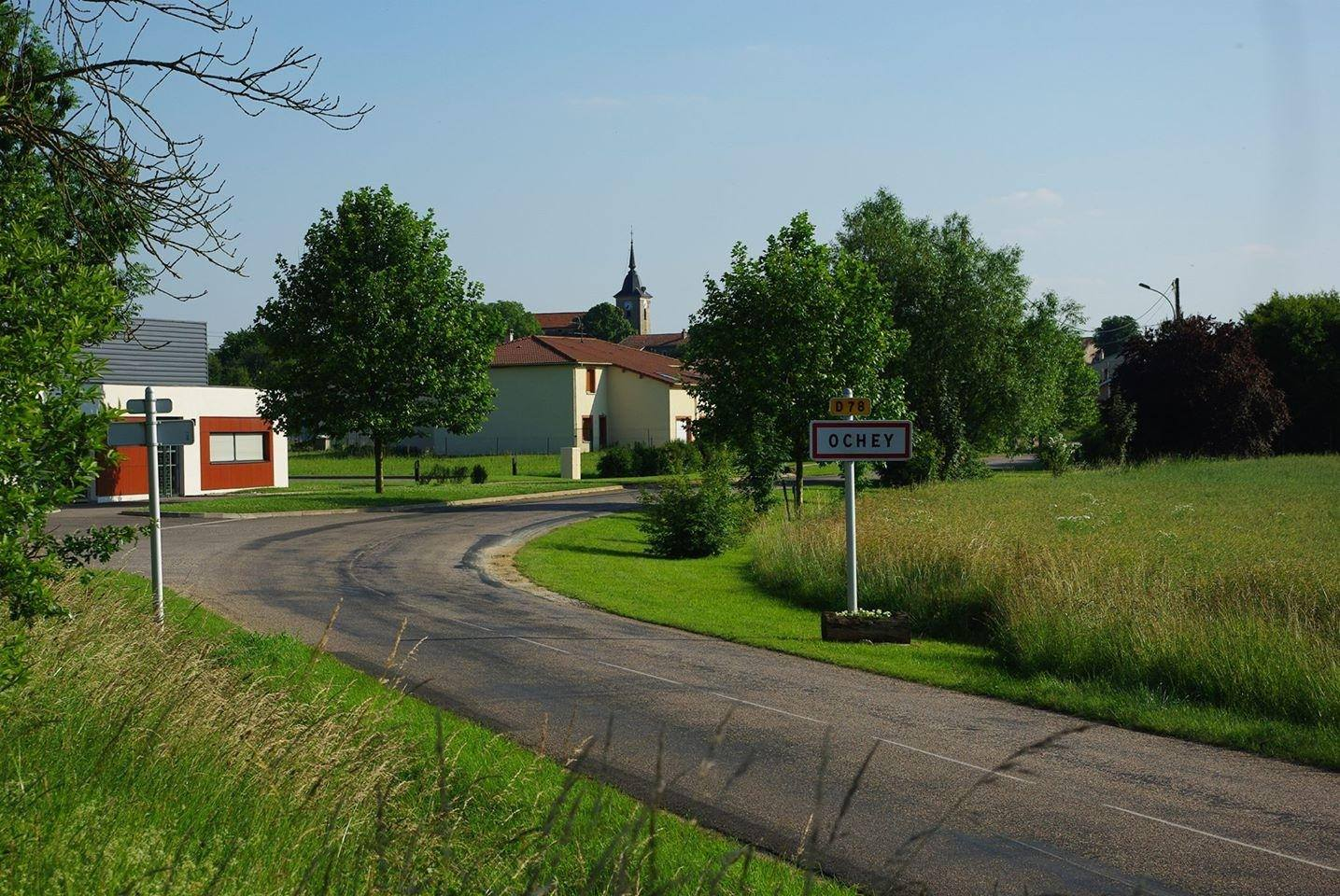
Entrée du village sur la D 78 en venant de Toul.
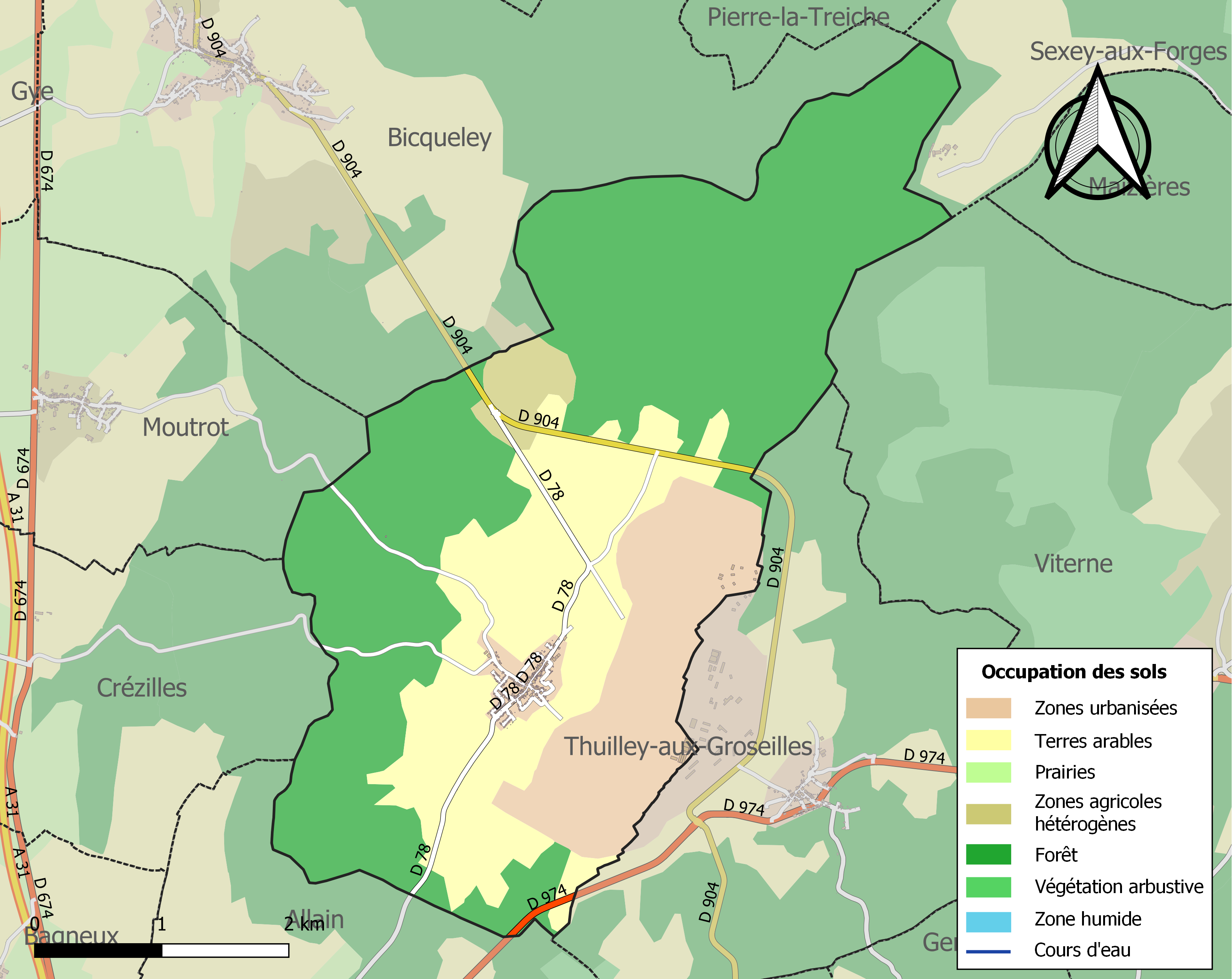
Ochey - Carte de l'occupation des sols (CLC).

### Communes limitrophes
| Bicqueley | Pierre-la-Treiche | Sexey-aux-Forges        |
| Moutrot   | Ochey             | Thuilley-aux-Groseilles |
| Crézilles | Allain            | Thuilley-aux-Groseilles |

### Hydrographie
La commune est dans le bassin versant du Rhin au sein du bassin Rhin-Meuse. Elle est drainée par le ruisseau de l'Arot,.
L'Arot, d'une longueur de 17 km, prend sa source dans la commune de Thélod et se jette  dans la Moselle à Pierre-la-Treiche, après avoir traversé sept communes. 

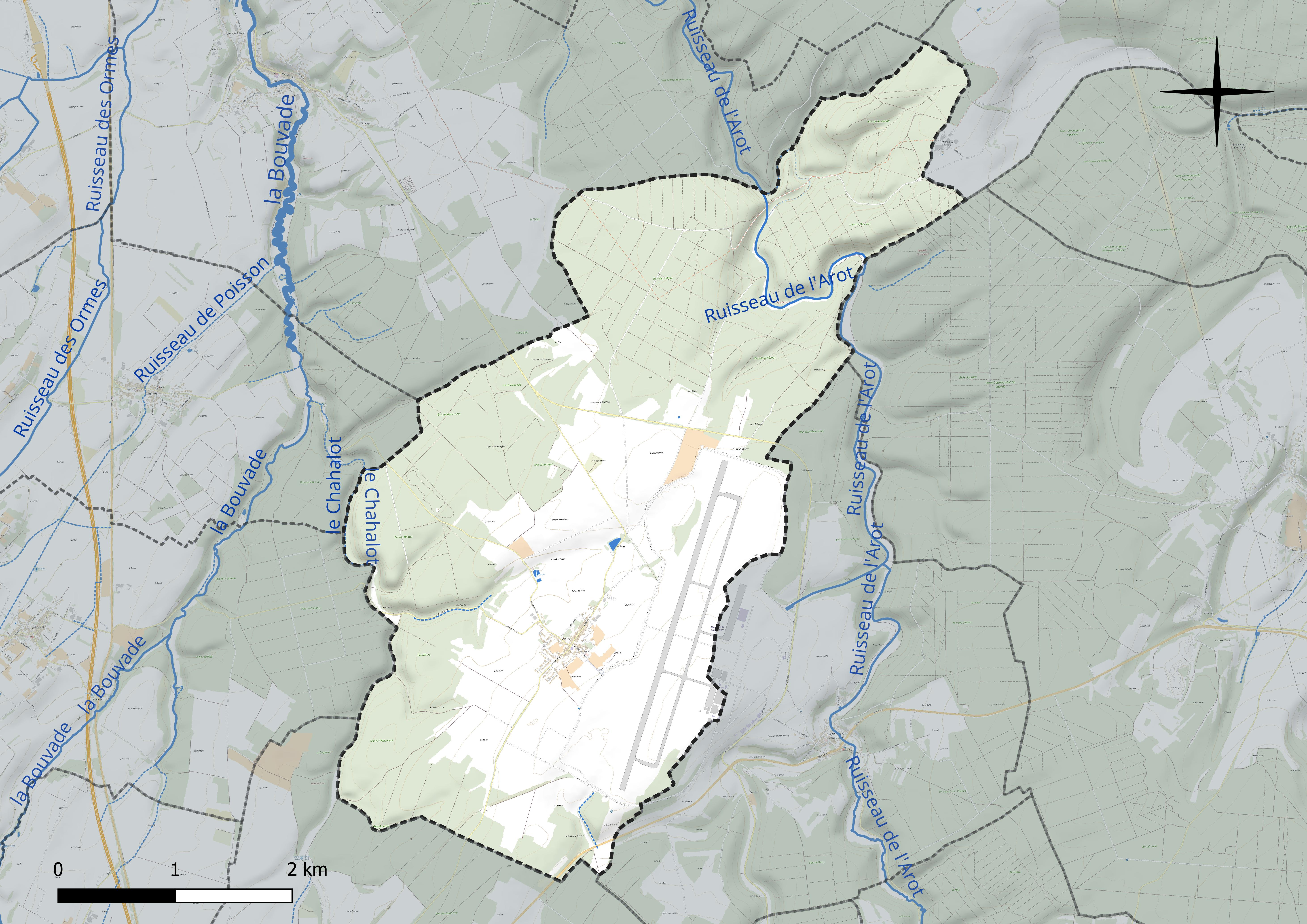
Réseau hydrographique d'Ochey.

### Climat
Pour des articles plus généraux, voir Climat du Grand Est et Climat de Meurthe-et-Moselle.
En 2010, le climat de la commune est de type climat de montagne, selon une étude du Centre national de la recherche scientifique s'appuyant sur une série de données couvrant la période 1971-2000. En 2020, Météo-France publie une typologie des climats de la France métropolitaine dans laquelle la commune est dans une zone de transition entre le climat océanique altéré et le climat océanique altéré et est dans la région climatique  Lorraine, plateau de Langres, Morvan, caractérisée par un hiver rude (1,5 °C), des vents modérés et des brouillards fréquents en automne et hiver. 
Pour la période 1971-2000, la température annuelle moyenne est de 9,3 °C, avec une amplitude thermique annuelle de 16,8 °C. Le cumul annuel moyen de précipitations est de 855 mm, avec 12,2 jours de précipitations en janvier et 9,4 jours en juillet. Pour la période 1991-2020, la température moyenne annuelle observée sur la station météorologique installée sur la commune est de 10,5 °C et le cumul annuel moyen de précipitations est de 810,4 mm. 
La température maximale relevée sur cette station est de 39,6 °C, atteinte le 25 juillet 2019 ; la température minimale est de −19,1 °C, atteinte le 12 janvier 1987,,. 
| Mois                                  | jan.             | fév.           | mars             | avril           | mai             | juin           | jui.           | août          | sep.            | oct.          | nov.             | déc.             | année      |
| ------------------------------------- | ---------------- | -------------- | ---------------- | --------------- | --------------- | -------------- | -------------- | ------------- | --------------- | ------------- | ---------------- | ---------------- | ---------- |
| Température minimale moyenne (°C)     | −0,4             | −0,1           | 2,2              | 4,9             | 8,6             | 11,8           | 13,8           | 13,7          | 10,2            | 7,2           | 3,3              | 0,7              | 6,3        |
| Température moyenne (°C)              | 2,1              | 3,1            | 6,5              | 9,9             | 13,7            | 17,2           | 19,3           | 19,1          | 15              | 10,9          | 6                | 3                | 10,5       |
| Température maximale moyenne (°C)     | 4,6              | 6,2            | 10,7             | 14,9            | 18,8            | 22,5           | 24,8           | 24,5          | 19,9            | 14,6          | 8,7              | 5,3              | 14,6       |
| Record de froid (°C) date du record   | −19,1 12.01.1987 | −16,2 07.02.12 | −15,5 06.03.1971 | −7,2 12.04.1986 | −1,6 06.05.1979 | 0,8 01.06.1975 | 4,5 17.07.1980 | 4 25.08.1980  | −0,3 17.09.1971 | −4,7 29.10.12 | −13,2 23.11.1998 | −15,8 03.12.1973 | −19,1 1987 |
| Record de chaleur (°C) date du record | 16 05.01.1999    | 21,2 27.02.19  | 25,7 31.03.21    | 27,3 21.04.18   | 32,2 28.05.17   | 36,6 26.06.19  | 39,6 25.07.19  | 38,4 12.08.03 | 34,2 15.09.20   | 27,4 13.10.23 | 22 02.11.20      | 18,4 16.12.1989  | 39,6 2019  |
| Précipitations (mm)                   | 66,7             | 60,1           | 58,8             | 50,5            | 74              | 62             | 68,8           | 71,7          | 66,9            | 72,6          | 75,5             | 82,8             | 810,4      |

| Diagramme climatique                                  |             |             |             |           |            |              |              |              |             |            |            |
| J                                                     | F           | M           | A           | M         | J          | J            | A            | S            | O           | N          | D          |
| 4,6−0,466,7                                           | 6,2−0,160,1 | 10,72,258,8 | 14,94,950,5 | 18,88,674 | 22,511,862 | 24,813,868,8 | 24,513,771,7 | 19,910,266,9 | 14,67,272,6 | 8,73,375,5 | 5,30,782,8 |
| Moyennes : • Temp. maxi et mini °C • Précipitation mm |             |             |             |           |            |              |              |              |             |            |            |

Les paramètres climatiques de la commune ont été estimés pour le milieu du siècle (2041-2070) selon différents scénarios d'émission de gaz à effet de serre à partir des nouvelles projections climatiques de référence DRIAS-2020. Ils sont consultables sur un site dédié publié par Météo-France en novembre 2022.

## Urbanisme

### Typologie
Au 1er janvier 2024, Ochey est catégorisée commune rurale à habitat dispersé, selon la nouvelle grille communale de densité à sept niveaux définie par l'Insee en 2022.
Elle est située hors unité urbaine. Par ailleurs la commune fait partie de l'aire d'attraction de Nancy, dont elle est une commune de la couronne,. Cette aire, qui regroupe 353 communes, est catégorisée dans les aires de 200 000 à moins de 700 000 habitants,.

### Occupation des sols
L'occupation des sols de la commune, telle qu'elle ressort de la base de données européenne d’occupation biophysique des sols Corine Land Cover (CLC), est marquée par l'importance des forêts et milieux semi-naturels (58,1 % en 2018), une proportion sensiblement équivalente à celle de 1990 (58,5 %). La répartition détaillée en 2018 est la suivante : forêts (58,1 %), terres arables (23,6 %), zones industrielles ou commerciales et réseaux de communication (14 %), zones agricoles hétérogènes (2,4 %), zones urbanisées (1,8 %). L'évolution de l’occupation des sols de la commune et de ses infrastructures peut être observée sur les différentes représentations cartographiques du territoire : la carte de Cassini (XVIIIe siècle), la carte d'état-major (1820-1866) et les cartes ou photos aériennes de l'IGN pour la période actuelle (1950 à aujourd'hui).

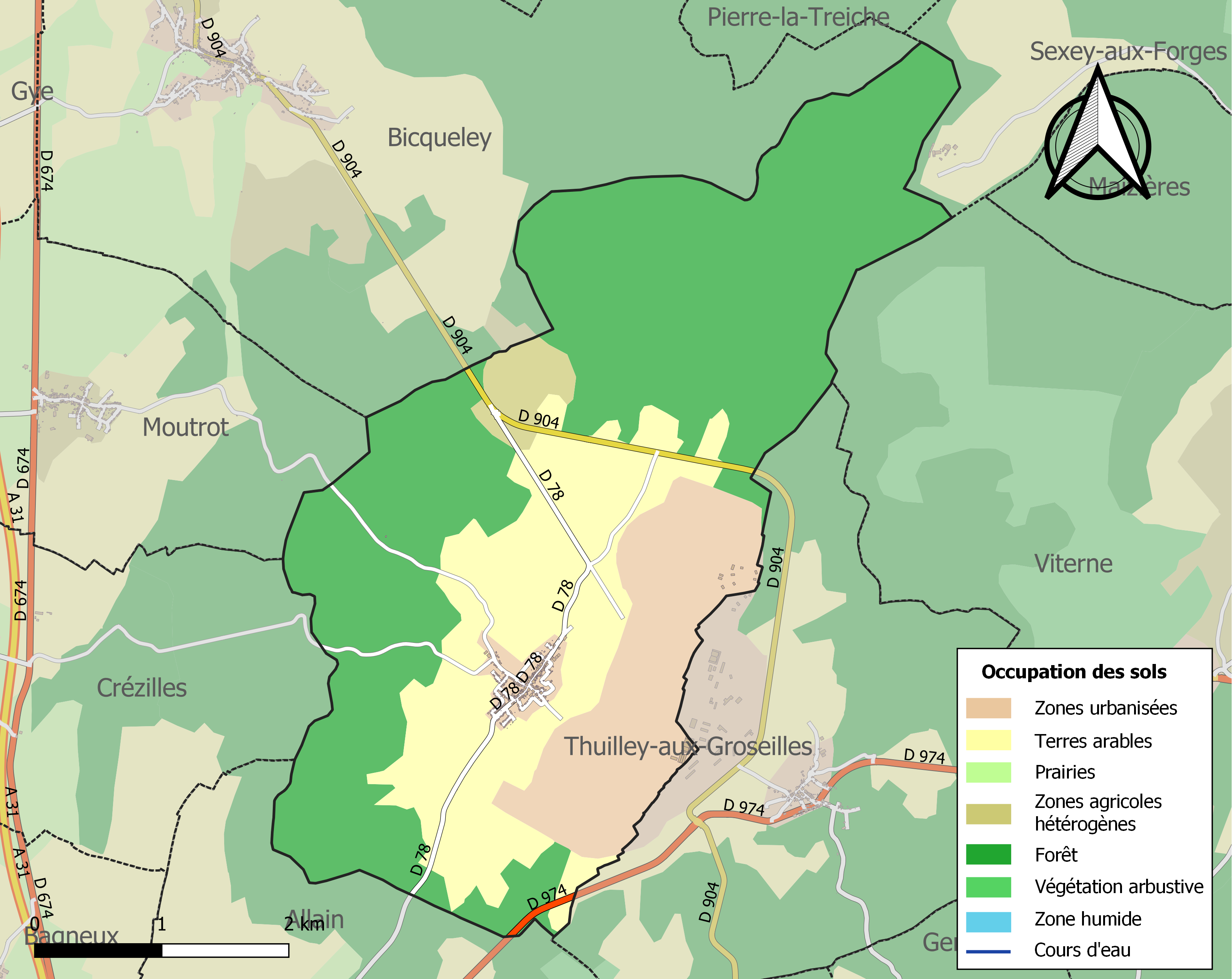
Carte des infrastructures et de l'occupation des sols de la commune en 2018 (CLC).

## Toponymie
Le nom de la localité est attesté sous les formes Oscadum (Xe siècle) ; Ursuvacus (peut-être Ochey ? en 948) ; Capella Oscadis villæ (1033) ; Oschier, Oschers, Oscheir, Oscher, Oschir (XIIe siècle) ; Ocheyum (1402) ; Ochier (1476) ; Olchiez (1550) ; Olchey (1715).

Le village a eu différentes appellations, dans un diplôme de Charles-le-Chauve en 870, portant confirmation des biens de l’abbaye de Saint-Evre de Toul,  il est mentionné  Orcadoe.

La graphie actuelle apparait en 1793.
Le terme vient peut-être du gaulois olca, « terrain labourable », devenu ouche en francien et osche en patois toulois. Albert Dauzat a proposé oscatum issu de osca, « enclos », et Ernest Nègre l'ancien français oschié, ébréché, terme qui décrirait la forme du village.

## Histoire
Jules Baupré signale dans son répertoire archéologique pour cette commune :  
(au lieu-dit le Court-billon)
« En avril 1843, au canton dit Haut de la Croix, à 500 mètres au Nord-E. d'Ochey, en deçà de la bifurcation du chemin d'Ochey et de la grande route de Toul à Vézelise, des fouilles amenèrent la découverte de substructions, avec fragments de tuiles et de poteries, et d'une grande quantité de monnaies romaines en bronze (Vespasien, Néron et Hadrien). Ruines d'habitations à la Grande haye, à la Haye de la foire, à la Terre Gadel et à la Haute borne. Le Musée Lorrain reçut, en 1862, une tête d'enfant en marbre, venant de cet endroit. »
Les monnaies en bronze du Haut Empire découvertes ont permis de dater ces sites des IIIe et IVe siècles.
Lors des sondages archéologiques réalisés en février 2008, avant l'aménagement du Clos des Potiers, dans le village, des vestiges d’habitations gallo-romaines ont été trouvés. Les fouilles ont permis de découvrir une forge et deux fours de potiers. Le mobilier céramique prélevé sur le terrain permet de dater leur phase abandon à environ 30 ans avant notre ère.
La voie romaine de Toul - Vézelise - Sion a été repérée au nord de la commune, sur la RD 78 et plusieurs vestiges d'habitats gallo-romains ont été découverts. D’autres indices montrant l’apparition de l’influence romaine sont présents le long de cet axe routier notamment à Thuilley-aux-Groseilles où une tête sculptée attribuée au dieu Mithra a été découverte (Cf J Beaupré).
Il est signalé également un vieux chemin, dit Chemin de Toul, longeant parallèlement la grande route actuelle, à la distance de 1 kilomètre au nord du village, et faisant suite au chemin de la Blanche- Dame.
Une charte d'Henri de Lorraine, évêque de Toul (1127-1168) confirme la donation faite à l'abbaye de Clairieu (près de Villers-lès-Nancy) des près et des terres situées sur le ban de Ochey.
En l'an 1096, Renaud III, comte de Toul, partant en Terre Sainte, engagea le village pour 40 livres, monnaie de Toul, au duc Théodoric II, fils ainé de Gérard d’Alsace. A son retour, il retira cette terre.
Avant la Révolution, la terre d'Ochey appartenait à plusieurs seigneurs. Ainsi en 1771, Jean de Malartu Maures en détenait quatorze trente deuxièmes, contre douze trente deuxièmes à monsieur le comte Le Begue de Germeny et le reste aux seigneurs de Germiny.
Par arrêté préfectoral en date du 22 juin 1973, les communes d'Ochey et de Thuilley-aux-Groseilles avaient fusionné en une seule commune dénommée Ochey-Thuilley. Le conseil municipal d'Ochey-Thuilley, par délibération en date du 15 février 1985, a demandé la dissolution de la fusion-association Ochey-Thuilley. Il a été mis fin à cette fusion-association à compter du 1er janvier 1987.

## Politique et administration
| Période                                  | Période                   | Identité                                            | Étiquette | Qualité                                              |
| ---------------------------------------- | ------------------------- | --------------------------------------------------- | --------- | ---------------------------------------------------- |
| Les données manquantes sont à compléter. |                           |                                                     |           |                                                      |
| mars 2001                                | En cours (au 26 mai 2020) | Philippe Parmentier, Réélu pour le mandat 2020-2026 | PS        | Ancien cadre, président de la communauté de communes |

## Population et société

### Démographie
L'évolution du nombre d'habitants est connue à travers les recensements de la population effectués dans la commune depuis 1793. Pour les communes de moins de 10 000 habitants, une enquête de recensement portant sur toute la population est réalisée tous les cinq ans, les populations de référence des années intermédiaires étant quant à elles estimées par interpolation ou extrapolation. Pour la commune, le premier recensement exhaustif entrant dans le cadre du nouveau dispositif a été réalisé en 2005.

En 2022, la commune comptait 522 habitants, en évolution de +0,58 % par rapport à 2016 (Meurthe-et-Moselle : −0,13 %, France hors Mayotte : +2,11 %).
| 1793 | 1800 | 1806 | 1821 | 1831 | 1836 | 1841 | 1846 | 1851 |
| ---- | ---- | ---- | ---- | ---- | ---- | ---- | ---- | ---- |
| 455  | 447  | 433  | 414  | 434  | 475  | 511  | 502  | 540  |

| 1856 | 1861 | 1872 | 1876 | 1881 | 1886 | 1891 | 1896 | 1901 |
| ---- | ---- | ---- | ---- | ---- | ---- | ---- | ---- | ---- |
| 490  | 480  | 439  | 401  | 402  | 341  | 305  | 274  | 265  |

| 1906 | 1911 | 1921 | 1926 | 1931 | 1936 | 1946 | 1954 | 1962 |
| ---- | ---- | ---- | ---- | ---- | ---- | ---- | ---- | ---- |
| 280  | 261  | 200  | 170  | 145  | 136  | 130  | 146  | 176  |

| 1968 | 1975 | 1982 | 1990 | 1999 | 2005 | 2006 | 2010 | 2015 |
| ---- | ---- | ---- | ---- | ---- | ---- | ---- | ---- | ---- |
| 152  | 398  | 602  | 242  | 324  | 419  | 428  | 475  | 521  |

| 2020 | 2022 | - | - | - | - | - | - | - |
| ---- | ---- | - | - | - | - | - | - | - |
| 524  | 522  | - | - | - | - | - | - | - |

## Économie
Henri Lepage et E. Grosse donnent quelques indications à caractère économique dans leurs ouvrages de 1836 et 1843 sans s'accorder sur la surface totale de la commune :
« Surf.territ.: 1810 hect., dont de 841 à 882 en forêts, de 850 à 944 en terres arables, 10 en vignes et 17 en prés.»
indiquant tous deux le caractère agricole voire modestement viticole de l'activité.

### Secteur primaire ouAgriculture
Le secteur primaire comprend, outre les exploitations agricoles et les élevages, les établissements liés à l’exploitation de la forêt et les pêcheurs. D'après le recensement agricole 2010 du Ministère de l'agriculture (Agreste), la commune d'Ochey était majoritairement orientée sur la production de fruits et sur d'autres cultures permanentes (auparavant même production) sur une surface agricole utilisée d'environ 174 hectares (inférieure à la surface cultivable communale) en baisse légère depuis 1988 - Le cheptel en unité de gros bétail s'est réduit de 208 à zéro entre 1988 et 2010. Il n'y avait plus que 2 (4 auparavant) exploitations agricoles ayant leur siège dans la commune employant 4 unités de travail (7 auparavant).

## Culture locale et patrimoine

### Lieux et monuments
- Ancienne maison seigneuriale XVIe.
- Plusieurs maisons ont conservé des vestiges XVe et XVIe.
- Église néo-gothique Saint-Maurice XIXe.

### Héraldique, logotype et devise
| Blason de Ochey | Blason  | D'or à deux lions léopardés de gueules passant l'un au-dessus de l'autre. |
| Blason de Ochey | Détails | Le statut officiel du blason reste à déterminer.                          |